# I Get Lonely
„I Get Lonely” este un cântec al interpretei americane Janet Jackson. Piesa a fost compusă de Jimmy Jam, Terry Lewis și Jackson, fiind inclusă cel de-al șaselea album discografic de studio al artistei, The Velvet Rope. „I Get Lonely” a devenit un hit la nivel mondial, ocupând locul 3 în S.U.A. și locul 6 în Noua Zeelandă.

## Clasamente
| Clasament                            | Poziția maximă | Referință |
| ------------------------------------ | -------------- | --------- |
| Australian Singles Chart             | 21             | [ 2 ]     |
| Austrian Singles Chart               | 6              | [ 2 ]     |
| France Single Chart                  | 72             | [ 2 ]     |
| German Singles Chart                 | 75             | [ 4 ]     |
| Netherlands Single Chart             | 20             | [ 2 ]     |
| New Zealand Singles Chart            | 6              | [ 2 ]     |
| Sweden Singles Chart                 | 50             | [ 2 ]     |
| Swiss Singles Chart                  | 41             | [ 2 ]     |
| UK Singles Chart                     | 5              | [ 5 ]     |
| U.S. Billboard Hot 100               | 3              | [ 3 ]     |
| U.S. Billboard Hot R&B/Hip-Hop Spngs | 1              | [ 3 ]     |
| U.S. Billboard Hot Dance Club Play   | 10             | [ 3 ]     |